# Парк Победы (Яранск)
Мемориальный парк Победы в Яранске — посвящённый Победе в Великой Отечественной войне парк в городе Яранск Кировской области, расположенный у пересечения улиц Некрасова, Тургенева и Радина.
Первоначально на месте парка располагалась Базарная площадь. В конце 1950-х на площади был построен кинотеатр «Россия» (позднее переименованный в «Родину»). В 1961 году вокруг него был заложен сквер, названный в честь Академика Рудницкого. В сквере были детские карусели и аттракционы и скамейки. 9 мая 1967 года состоялось торжественное открытие памятника «Победители» (отлит на Мытищинском машиностроительном заводе; скульптор Н. Брацун, архитектор С. Кулёв), сооружённого на народные средства. В 2012 году получил статус парка и назван в честь Победы. В 2014 году в парке открыта Аллея Славы, посвящённая яраничам — Героям Советского Союза.
Памятник «Победители» внесён в реестр объектов культурного наследия регионального значения.